# Sankt Blasen
Sankt Blasen est une ancienne commune autrichienne du district de Murau en Styrie.